# 埃珀努斯
埃珀努斯（法語：Épenouse，法語發音：[ep(ə)nuz]）是法国杜省的一个市镇，位于该省中部，属于蓬塔利耶区。该市镇总面积5.75平方公里，2009年时的人口为130人。

## 交通
杜省省道D30线和D50线在境内交汇。

## 人口
埃珀努斯人口变化图示